# Хорас Уокър
Хорас Уокър (на английски: Horace Walker, 1838 – 1908) е британски планинар и алпинист, известен с няколко забележителни изкачвания.

## Биография
Роден е в Канада, но отраснал в Ливърпул. Още на 16 години се катери по Алпите, като покорява връх Мон Велан (3765 м) в Пенинските Алпи. През 1864 г. се запознава с Едуард Уимпър и заедно осъществяват първото изкачване на Бар дез Екрен във Франция (4102 м). На следващата година изкачва първенеца на Гларнските Алпи – Тьоди. Успехите му продължават през 1865 г. с първото покоряване на връх Обер Габелхорн (4063 м) над Цермат и през 1868 г. с първото покоряване на Гранд Жорас в масива Монблан. Един от върховете на Гранд Жорас вече е бил покорен от Уимпър, но най-високият остава за Уокър. Днес той носи неговото име.
Последното голямо постижение на британеца е изкачването на връх Елбрус в Кавказ. Този най-висок европейски връх е атакуван през 1874 г. от експедицията на Флорънс Гроув. Уокър е в групата достигнала до върха и така става един от първите му покорители. През 1890 г. той е избран за председател на Британския алпийски клуб, какъвто остава три години.